# راسينغ كولومب
نادي راسينغ كولومب «راسينغ باريس سابقًا» (بالفرنسية: Racing Club de France football Colombes 92)‏ نادي كرة قدم فرنسي يلعب في الدوري الدرجة السادسة الفرنسي. تم تأسيس النادي في سنة 1882.